# Nematus striatipleuris
Nematus striatipleuris är en stekelart som först beskrevs av Lindqvist 1957.  Nematus striatipleuris ingår i släktet Nematus, och familjen bladsteklar. Arten är reproducerande i Sverige.